# رادانییارا
رادانییارا (به لاتین: Radaniyara) یک منطقهٔ مسکونی در سری‌لانکا است که در استان جنوبی (سری‌لانکا) واقع شده‌است.